# Aleksandr Dawydow (lotnik)
Aleksandr Dmitrijewicz Dawydow (ros. Александр Дмитриевич Давыдов, ur. 24 lutego?/9 marca 1910 w Rostowie, zm. 10 kwietnia 1985 w Moskwie) – był radzieckim lotnikiem wojskowym w stopniu podpułkownika i Bohaterem Związku Radzieckiego (1944).

## Życiorys
Skończył 8 klas szkoły, od 1926 wraz z rodzicami mieszkał w Moskwie, gdzie pracował jako robotnik fabryczny i kamieniarz, następnie ślusarz i instruktor w moskiewskich przedsiębiorstwach przemysłowych. Jednocześnie zajmował się samokształceniem. Od 1931 do 1933 uczył się w moskiewskim technikum lotniczym, później uczył się w szkole lotnictwa cywilnego w Tambowie, został skierowany do pracy w południowym Kazachstanie. Pilotował samoloty pasażerskie i transportowe. W 1941 został powołany do Armii Czerwonej, od sierpnia 1941 brał udział w lotach bojowych w składzie grupy lotniczej specjalnego przeznaczenia przy Sztabie Generalnym Armii Czerwonej. Wykonywał loty na tyły wroga, dostarczając partyzantom zaopatrzenie i broń, brał również udział w ewakuowaniu rannych samolotem i dostarczaniu sprzętu okrążonym oddziałom wojskowym. Od lipca 1942 brał udział w walkach w składzie 14 gwardyjskiego lotniczego pułku dalekiego zasięgu, bombardując pozycje artylerii wroga pod Leningradem oraz obiekty wroga, m.in. stację kolejową w Smoleńsku, a także wojska wroga w Wiaźmie, Briańsku, Homlu, Orle, Kursku, Połtawie i Kijowie. Bombardował również obiekty na głębokich tyłach wroga, m.in. w Tylży (Sowiecku), Królewcu, Warszawie i innych miastach. Od czerwca 1944 był dowódcą eskadry 337 pułku lotniczego 5 Gwardyjskiej Dywizji Lotniczej 4 Korpusu Lotniczego Lotnictwa Dalekiego Zasięgu w stopniu kapitana. Brał udział w pomaganiu Narodowej Armii Wyzwolenia Jugosławii; wykonał 37 lotów na terytorium Jugosławii, wspierając partyzantów. Do października 1944 wykonał łącznie 315 lotów bojowych. Do maja 1945 wykonał 321 lotów bojowych, w tym 289 nocnych. Po wojnie dowodził eskadrą i później został instruktorem i zastępcą dowódcy 341 pułku bombowców, w 1950 ukończył z wyróżnieniem wyższą szkołę oficerską w Iwanowie. Miał wylatane ponad 7000 godzin, w tym 1500 nocą; wylatał ok. dwa miliony kilometrów. W listopadzie 1956 został zwolniony do rezerwy w stopniu podpułkownika. Pracował we Wszechzwiązkowym Instytucie Projektowo-Technologicznym Budowy Maszyn Ciężkich jako starszy inżynier, a od 1962 we Naukowo-Badawczym Laboratorium Ekonomiki i Organizacji Produkcji Instytutu Inżynieryjno-Ekonomicznego im. Ordżonikidze jako zastępca kierownika działu. Został pochowany na Cmentarzu Wagańkowskim.

## Odznaczenia
- Złota Gwiazda Bohatera Związku Radzieckiego (5 listopada 1944)
- Order Lenina (5 listopada 1944)
- Order Czerwonego Sztandaru (pięciokrotnie, w tym 12 marca 1943 i 20 października 1943)
- Order Wojny Ojczyźnianej I klasy (11 marca 1985)
- Order Czerwonej Gwiazdy
- Order Partyzanckiej Gwiazdy I klasy (Jugosławia; dwukrotnie, 21 czerwca 1945 i 5 listopada 1950)

I inne.